# Matteo La Manna
Matteo La Manna, talvolta anche Lamanna (Mesoraca, 15 ottobre 1710 – Mesoraca, 25 agosto 1772), è stato un presbitero, missionario e gesuita italiano.

## Biografia
Nacque a Mesoraca il 15 ottobre 1710. Il padre, Giovanni Domenico, nato nel 1685, era dottore fisico; la madre proveniva dalla famiglia Rossi, dalla quale nacquero importanti notai, tra cui Gioacchino Rossi. Ancora trilustre, venne accompagnato dal padre a Napoli dove conseguì, a 23 anni, la laurea in Legge e quella di Teologia, nel collegio dei Gesuiti. Giunto al suddiaconato, gli fu imposto il nome di Don Matteo Lamanna. Doveva partire da Napoli per Verona, quando giunse l'arcivescovo di Santa Severina Luigi d'Alessandro che, sorpreso per la preparazione e la virtù, lo esortò a ritornare nel luogo natio, dove lo consacrò sacerdote.
Tornata in Calabria, la famiglia Lamanna ebbe grande sorpresa nel vedere il proprio figlio, non già dottore in Legge, ma religioso della Compagnia di Gesù.
Nel 1733 venne consacrato, a Santa Severina, sacerdote e confessore missionario per tutta la diocesi. Don Matteo chiese al padre come eredità l'appezzamento di terra ed il burrone sottostante, sul quale attualmente sorge la chiesa del Ritiro da lui fondata: gioiello architettonico del tardo barocco calabrese, la chiesa fu completata il 25 luglio 1767. Ben presto in Calabria si sparse la voce che a Mesoraca era stato aperto un piccolo ritiro per aggregare i sacerdoti che volessero vivere vita comune e educare i ragazzi ed istruire il popolo. Lamanna istituì l'osservanza della regola di Sant'Ignazio e di San Filippo Neri da cui presero il nome i Pii operai figli di Maria Santissima. Nel frattempo molti genitori mandarono i loro figli ad istruirsi al Ritiro, alcuni di essi diventarono tra le persone più influenti del tempo. La fama del sacerdote calabrese si diffuse per tutta la regione e oltre. Era spesso in viaggio, invitato dai vescovi nelle loro diocesi per predicare. Il Ritiro continuava ad attirare sacerdoti per cui Don Matteo, vedendo che il numero delle persone tra religiosi e allievi cresceva sempre di più, fu costretto a chiedere l'ampliamento dei locali e della costruzione di una nuova chiesa attigua alla cappella precedente. Alcune persone di chiesa, per invidia, fecero di tutto per ostacolarlo, ricorrendo al re Carlo III di Borbone. Il re per accertarsi della situazione incaricò il governatore, che interrogò immediatamente Don Matteo il quale rispose solennemente che l'opera del Ritiro era non per soddisfare un suo desiderio ma a gloria di Dio e al bene del paese e della Calabria. Il governatore trasmise questi parole ed il re approvò l'ampliamento il 15 luglio 1752, e fornendo cospicui contributi economici. Per la costruzione del Ritiro e della chiesa venne richiesta la collaborazione dei migliori architetti, pittori, decoratori e scultori del regno, arricchendo la chiesa di inestimabili tesori artistici. La predicazione, l'insegnamento, l'osservanza della regola, l'esercizio del culto, continuarono sempre sulle norme edificanti del fondatore Don Matteo, fino al 1948 (con la morte di padre don Gerardo, ultimo seguace del padre don Matteo). A causa dei lunghi viaggi effettuati a dorso del suo mulo, durante l'inverno, con solo il crocifisso sulle spalle, Don Matteo Lamanna si ammalò di broncopolmonite.
Morì a Mesoraca il 25 agosto 1772, e la sua salma venne tumulata nella cripta della chiesa del Ritiro.